# Vahabizem
Vahabízem (arabsko وهّابية)  je skrajna oblika islama, ki ga je v 18. stoletju zasnoval Muhamad Ibn Abd Al Vahab. Po pisanju bosanskega tiska je pripadnikov vahabizma na Balkanu okoli 4000, največ prav v Bosni, pa tudi na Kosovu in v Sandžaku. Glavno oporo imajo v Saudovi Arabiji. Med siromašnimi muslimani vahabitski verniki prejemajo razne denarne pomoči, kanalizirane iz Riada.
Večina državljanov prakticira vahabizem tudi v Katarju, ki bo prevzel velik del stroškov gradnje islamskega centra v Ljubljani. Katar in Saudova Arabija sta financirala tudi gradnjo džamij v Bosni in Hercegovini ter na Hrvaškem.
Slovenska obveščevalno-varnostna agencija (Sova) je ugotavila, da Društvo za promocijo islamske kulture v Sloveniji El Iman in društvo Ensarud-Din v Ljubljani obiskujejo vahabitski pridigarji, ki zagovarjajo nasilje proti Zahodu.